# Chiridotea arenicola
Chiridotea arenicola là một loài chân đều trong họ Chaetiliidae. Loài này được Wigley miêu tả khoa học năm 1960.